# Igor Konstantinowitsch Sacharow
Igor Konstantinowitsch Sacharow (russisch Игорь Константинович Сахаров; * 7. August 1912 in Saratow; † 1977 in Australien) war ein russischer Emigrant, Söldner, deutscher Agent, falangistischer Teilnehmer am Spanischen Bürgerkrieg und Offizier auf Seite der Achsenmächte im Zweiten Weltkrieg.
Sacharow war Sohn des zaristischen und weißgardistischen Generals Konstantin W. Sacharow und lebte seit 1923 in Berlin. Sacharow diente als Söldner in Argentinien, Uruguay und China; im Spanischen Bürgerkrieg kämpfte er auf der Seite der Falangisten bei den Freiwilligen der Russischen Faschistischen Union und war Mitarbeiter der deutschen Abwehr. Von Franco erhielt Sacharow das Leutnantspatent und zahlreiche Auszeichnungen. Sacharow trug zur Eroberung Barcelonas durch Infiltrierung der Stadt mit einer Kompanie erbeuteter Sowjetpanzer bei und erhielt von Hitler den Verdienstorden vom Deutschen Adler.
Von 1939 bis 1942 arbeitete er, zuständig für Spanienpropaganda, im Reichsrundfunk. Im Frühjahr 1942 wurde er stellvertretender Befehlshaber des Sonderverbands Graukopf mit dem Decknamen Levin.
Sacharow war an verschiedenen Fronteinsätzen von auf deutscher Seite stehenden russischen Einheiten und auch an Partisanbekämpfung beteiligt. Zuletzt hielt er sich 1945 in Prag auf, als Offizier der russischen KONR-Truppen des Generals Andrei A. Wlassow, die dort noch an Scharmützeln mit der SS beteiligt waren. Nach dem Krieg betätigte er sich in einer russischen Emigrantenorganisation in Bayern und ging Ende der 1950er Jahre nach Australien, wo er 1977 bei einem Autounfall ums Leben kam.